# Zilverstraalmot
De zilverstraalmot (Schiffermuelleria schaefferella) is een vlinder uit de familie van de sikkelmotten (Oecophoridae). De wetenschappelijke naam is gepubliceerd in 1758 door Linnaeus in de tiende editie van Systema naturae.
De soort komt voor in Europa. De soort werd voor het eerst in België waargenomen op 12 juni 2015 in het Kluisbos te Kluisbergen. 